# Евиан
„Évian“ (Евиан) е търговска марка минерална вода, извираща близо до гр. Евиан ле Бен, Франция, собственост на компанията „Danone“.
Във Франция „Évian“ е сред най-разпространените марки бутилирана вода. От 1978 г., след пускане на бренда „Évian“ на пазара на Съединените щати и Канада, водата добива световна популярност. В САЩ тя е сред най-скъпите бутилирани минерални води и често се предлага в изискани ресторанти и заведения. Така, постепенно Evian се налага в популярната култура като висококачествена и скъпа минерална вода в стъклени бутилки, ползваща се с особена популярност сред холивудските звезди.
През 1969 г. водата Évian за пръв път започва да се пълни в пластмасови бутилки от PET, дотогава се е предлагала изключително в стъклени. През 2018 г. Évian обявява, че към 2025 г. всички нейни пластмасови бутилки ще са направени от 100% преработена пластмаса. Това означава преминаване на марката натурална изворна вода към затворен цикъл при използването на пластмаса, при който пластмасата се запазва в икономиката, но извън природата. За целта Évian си сътрудничи с много високотехнологични компании, сред които е фирмата Loop Industries, която е разработила технология на непрекъснат цикъл на преработване на отпадъците от PET, превръщайки ги отново във висококачествена пластмаса.